# Mordercze kuleczki III: Władca umarłych
Mordercze kuleczki III: Władca umarłych lub Phantasm: Powrót (ang. Phantasm III: Lord of the Dead) – horror z 1994 roku, reżyserowany przez Dona Coscarelli'ego. Film nominowano do Saturn Award jako najlepsze wydanie filmu na kasecie wideo.

## Fabuła
Mike i Reggie uciekają z zasadzki Wielkoluda jednak do Mike'a przychodzi jego brat Jody, który mówi, że teraz jest zarówno duchem jak i „Kulką”. Obiecuje doprowadzić ich do Wielkoluda, ale gdy tylko zaczynają podróż Mike zostaje schwytany przez niego. Reggie postanawia odnaleźć Mike przy pomocy „Kulki”.

## Obsada
- Angus Scrimm – The Tall Man/Wielkolud
- Reggie Bannister – Reggie
- James LeGros – Mike Pearson
- Bill Thornbury – Jody Pearson
- Kevin Connors – Tim
- Gloria Lynne Henry – Rocky
- Cindy Ambuehl – Edna
- Brooks Gardner – Rufus